# Gnophos liliputaria
Gnophos liliputaria är en fjärilsart som beskrevs av Turati 1934. Gnophos liliputaria ingår i släktet Gnophos och familjen mätare. Inga underarter finns listade i Catalogue of Life.